# Liste der Kulturdenkmäler in Mülheim an der Mosel
In der Liste der Kulturdenkmäler in Mülheim an der Mosel sind alle Kulturdenkmäler der rheinland-pfälzischen Ortsgemeinde Mülheim an der Mosel aufgeführt. Grundlage ist die Denkmalliste des Landes Rheinland-Pfalz (Stand: 10. August 2023).

## Denkmalzonen
| Bezeichnung          | Lage | Baujahr                 | Beschreibung                                                    | Bild                           |
| -------------------- | --- | ----------------------- | --------------------------------------------------------------- | ------------------------------ |
| Denkmalzone Ortskern | Hauptstraße 6–30 (gerade Nummern) und 9–39 (ungerade Nummern), Kirchstraße 1–15 (ungerade Nummern) und 2, Veldenzer Straße 2 Lage | 18. und 19. Jahrhundert | historische Bausubstanz vorwiegend des 18. und 19. Jahrhunderts | weitere Bilder Fotos hochladen |

## Einzeldenkmäler
| Bezeichnung                  | Lage                                            | Baujahr                                    | Beschreibung | Bild                           |
| ---------------------------- | ----------------------------------------------- | ------------------------------------------ | --- | ------------------------------ |
| Wohnhaus                     | Gartenstraße 7 Lage                             |                                            | Fachwerkhaus, teilweise massiv | Fotos hochladen                |
| Weingut Josef Hain           | Hauptstraße 6 Lage                              | Anfang des 20. Jahrhunderts                | langgestreckter späthistoristischer Wohn- und Verwaltungsbau, Reformarchitektur-Einfluss, Anfang des 20. Jahrhunderts | weitere Bilder Fotos hochladen |
| Amtshaus                     | Hauptstraße 8/10 Lage                           | 1785/86                                    | ehemaliges kurpfälzisches Amtshaus; neunachsiger Barockbau, 1785/86 | weitere Bilder Fotos hochladen |
| Katholische Kirche St. Maria | Hauptstraße 10a Lage                            | 1772/73                                    | Saalbau, 1772/73 | weitere Bilder Fotos hochladen |
| Kriegerdenkmal               | Hauptstraße, bei Nr. 10a Lage                   | 1922                                       | Kriegerdenkmal 1914/18, Obelisk mit Adler | weitere Bilder Fotos hochladen |
| Quereinhaus                  | Hauptstraße 14 Lage                             | 1754                                       | stattliches Fachwerk-Quereinhaus, teilweise massiv, Mansarddach, bezeichnet 1754 | weitere Bilder Fotos hochladen |
| Wohnhaus                     | Hauptstraße 17 Lage                             | zweite Hälfte des 18. oder 19. Jahrhundert | stattliches Fachwerkhaus, teilweise massiv, verputzt, zweite Hälfte des 18. oder 19. Jahrhundert, im Kern wohl älter | Fotos hochladen                |
| Wohnhaus                     | Hauptstraße 21 Lage                             | 17. Jahrhundert                            | Fachwerkhaus, teilweise massiv oder verputzt, 17. Jahrhundert | Fotos hochladen                |
| Wohnhaus                     | Hauptstraße 25 Lage                             | 1704                                       | Fachwerkhaus, teilweise massiv | Fotos hochladen                |
| Weingut Richter              | Hauptstraße 37 Lage                             | 1774                                       | stattlicher barocker Mansarddachbau, 1774 | weitere Bilder Fotos hochladen |
| Wohnhaus                     | Hauptstraße 64 Lage                             | 1576                                       | Eckwohnhaus, ehemaliger Adelshof; stattlicher Krüppelwalmdachbau, heutiges Erscheinungsbild barock, im Kern sicher älter, unter anderem bezeichnet 1576                                                                        | Fotos hochladen                |
| Wohnhaus                     | Hauptstraße 74 Lage                             | um 1900                                    | späthistoristisches villenartiges Wohnhaus und Wirtschaftsgebäude, Bruchstein, um 1900 | Fotos hochladen                |
| Richtershof                  | Hauptstraße 81/83 Lage                          | 1809                                       | vormals Weingut Artur Richter; Nr. 81 Mansarddachbau, bezeichnet 1809; langgestrecktes Bruchstein-Rückgebäude, 19. Jahrhundert; Nr. 83 (Kellerei), Bruchstein, spätes 19. Jahrhundert, mit neugotischem jüngerem Teil, um 1900 | weitere Bilder Fotos hochladen |
| Weingut Max Ferd. Richter    | Hauptstraße 85 Lage                             | 1881                                       | langgestreckter, vielteilig gegliederter Bruchstein-Baukomplex, um 1881; vorgelagert als niedriger Sockel aus dem Terrain ragende Keller                                                                                       | weitere Bilder Fotos hochladen |
| Haustür                      | Kirchstraße, an Nr. 2 Lage                      | zweite Hälfte des 18. Jahrhunderts         | barocke Haustür, zweite Hälfte des 18. Jahrhunderts | weitere Bilder Fotos hochladen |
| Wohnhaus                     | Kirchstraße 5 Lage                              | 18. Jahrhundert                            | stattliches Fachwerkhaus, teilweise massiv, 18. Jahrhundert | weitere Bilder Fotos hochladen |
| Evangelische Pfarrkirche     | Kirchstraße 7 Lage                              | ab dem 9. Jahrhundert                      | barocker Saalbau, Neubau 1669–75, Turm aus dem 13. Jahrhundert, erste Erwähnung der Kirche um 1025 | weitere Bilder Fotos hochladen |
| Grabmale                     | Kirchstraße, bei Nr. 7 Lage                     | 19. und frühes 20. Jahrhundert             | am Westrand des Kirchhofs Familiengrabfelder, 19. und frühes 20. Jahrhundert | weitere Bilder Fotos hochladen |
| Wohnhaus                     | Kirchstraße 9 Lage                              | 18. Jahrhundert                            | Fachwerkhaus, teilweise massiv, 18. Jahrhundert | weitere Bilder Fotos hochladen |
| Pfarrhaus                    | Kirchstraße 15 Lage                             | 1784                                       | Pfarrhaus (?); Krüppelwalmdachbau, bezeichnet 1784 | weitere Bilder Fotos hochladen |
| Hofanlage                    | Veldenzer Straße 2 Lage                         | 1761                                       | Hofanlage; Mansarddachbau, teilweise Fachwerk, bezeichnet 1761, Fachwerkscheune | weitere Bilder Fotos hochladen |
| Wohnhaus                     | Veldenzer Straße 12 Lage                        | 18. Jahrhundert                            | Fachwerkhaus, teilweise massiv, 18. Jahrhundert | weitere Bilder Fotos hochladen |
| Wohnhaus                     | Veldenzer Straße 22 Lage                        | Ende des 18. Jahrhunderts                  | eingeschossiger Mansarddachbau, wohl vom Ende des 18. Jahrhunderts oder um 1800 | weitere Bilder Fotos hochladen |
| Weinbergshäuschen            | südöstlich oberhalb des Ortes Lage              | 18. Jahrhundert                            | kleiner Bruchsteinbau, teilweise Fachwerk, Haubendach, wohl aus dem 18. Jahrhundert | BW                             |
| Weinbergshaus Elisenberg     | südöstlich oberhalb des Ortes an der L 158 Lage | 1823                                       | eineinhalbgeschossiger klassizistischer Walmdachbau, bezeichnet 1823 | BW                             |